# Из архива миссис Базиль Э. Франквайлер, самого запутанного в мире
«Из архива миссис Базиль Э. Франквайлер, самого запутанного в мире» — роман Элейн Конигсбург, написанный в середине 1960-х годов. В 1968 году получил Медаль Джона Ньюбери.

## Сюжет
12-летняя Эмма решила сбежать из дома туда, где безопасно, красиво и интересно: в художественный музей Метрополитен. Вместе с ней отправился за приключениями и младший брат Джимми. Оказалось, что ночная жизнь музея не менее увлекательна, чем дневная. В то время, когда Метрополитен закрыт для посетителей, Эмма и Джимми спят на настоящей королевской кровати, купаются в фонтане, прячутся за скульптурами от охранников, а днем смешиваются с группами школьников, которые пришли на экскурсию.
Героям предстоит провести настоящее расследование и выяснить, кто автор скульптуры Ангела, которую музей приобрел на аукционе за смешные 225 долларов. Может быть, это сам Микеланджело? В стремлении разгадать загадку, с которой не справились именитые искусствоведы, Эмма и Джимми находят прежнюю владелицу статуи — миссис Франквайлер.

## Русский перевод
В России книга вышла в 2010 году в переводе Евгении Канищевой, в Детском издательстве «Розовый жираф».

## Экранизации
В 1973 году был снят фильм с Ингрид Бергман в роли миссис Франквайлер.
В 1995 году — фильм с Лорин Бэколл (также выпускался под названием «The Hideaways»).